# Ernst Christian Philippi

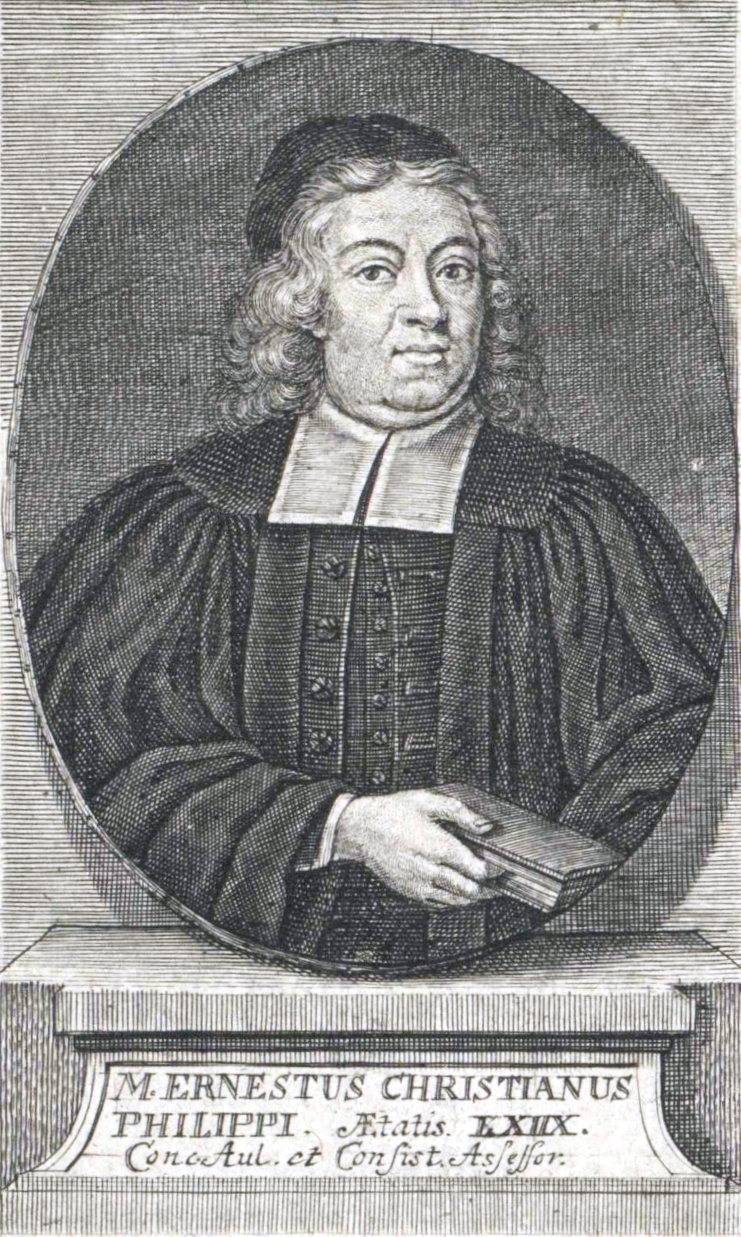
Ernst Christian Philippi, Stich von Johann Friedrich Rosbach

Ernst Christian Philippi (* 23. Dezember 1668 in Sulingen; † 26. Februar 1736 in Merseburg) war ein deutscher lutherischer Theologe und Hofprediger am Sachsen-Merseburger Hof.

## Leben
Ernst Christian Philippi war Sohn des gleichnamigen Superintendenten in Sulingen und dessen Ehefrau Sophia Christina, einer Tochter des Theologen Michael Walther (1593–1662). Der Vater starb, als der Sohn vier Jahre alt war.
Philippi besuchte das Gymnasium in Bremen, danach in Naumburg. 1689 begann Philippi seine historischen und philosophischen Studien in Leipzig bei Valentin Alberti, Johannes Cyprian, Adam Rechenberg und Valentin Friderici. Sein Hauptfach wurde die Theologie, die er bei Johannes Olearius, Johann Benedict Carpzov II. u. a. studierte.
1694 wurde Philippi Prediger an der evangelisch-lutherischen Kathedrale St. Peter und Paul in Liegnitz in Schlesien. Durch die gegenreformatorische Politik des Kaisers verlor er jedoch 1700 seine Pfarrstelle in Liegnitz. Er wurde nach Dresden als Diakon an die Kreuzkirche und einige Monate später als Prediger an die Sophienkirche berufen. 1709 kam er als Prediger nach Halle an die St. Ulrichskirche, bis ihn 1714  Herzog Moritz Wilhelm als Hofprediger und Assessor des Stiftskonsistoriums nach Merseburg holte.
Ernst Christian Philippi erlitt auf der Kanzel einen Schlaganfall und starb wenige Tage später im Alter von 68 Jahren.
Der Sohn Ernst Gottlob Philippi (* 24. April 1709 in Dresden) wurde Theologe, der Sohn Johann Ernst Jurist.

## Werke
- Widerlegung des Irrthums vieler Lutheraner von ihrem Wahn-, Heuchel-, Schein- und Mundglauben. Halle 1710 (Digitalisat)
- Christliches Gesangbuch. Merseburg 1716
- Zeugniß der Wahrheit von den vornehmsten und gemeinsten Mängeln beim Beichtwesen in der evangelischen Kirche. Halle 1720
- Göttliche und evangelische Wahrheit von Haltung der Gebote Gottes und Christi. Merseburg 1724
- Erster und zweiter Zuspruch, oder Unterricht von der heiligen Schrift. Leipzig 1732.